# Salas Altas
Salas Altas település Spanyolországban, Huesca tartományban. Salas Altas Colungo, Hoz y Costean, Salas Bajas, Castillazuelo, Pozán de Vero és Santa María de Dulcis községekkel határos. Lakosainak száma 296 fő (2024).

## Népesség
A település népessége az utóbbi években az alábbiak szerint változott:
| Lakosok száma | 381  | 366  | 326  | 305  | 311  | 319  | 303  | 316  | 316  | 296  |
|               | 2001 | 2004 | 2007 | 2009 | 2012 | 2014 | 2017 | 2019 | 2022 | 2024 |